# Jean-Claude Suaudeau
Jean-Claude Suaudeau (født 24. maj 1938 i Cholet, Frankrig) er en fransk tidligere fodboldspiller (midtbane) og senere -træner.
Suaudeau tilbragte hele sin aktive karriere hos FC Nantes, hvor han var med til at vinde to franske mesterskaber, i henholdsvis 1965 og 1966. Han spillede også fire kampe for det franske landshold.
Senere blev Suaudeau også en succesfuld træner for Nantes, som han stod i spidsen for af to omgange op gennem 1980'erne og 1990'erne. Han førte klubben til mesterskabet i både 1983 og 1995.

## Titler
Ligue 1
- 1965 og 1966 med Nantes (spiller)
- 1983 og 1995 med Nantes (træner)

Coupe de la Ligue
- 1965 med Nantes

Trophée des Champions
- 1965 med Nantes